# ネジバナ
ネジバナ（捩花、学名：Spiranthes sinensis var. amoena）は、ラン科ネジバナ属の小型の多年草。別名がモジズリ（綟摺、盤龍参）。

## 特徴
湿っていて日当たりの良い、背の低い草地に良く生育する。花色は通常桃色で、小さな花を多数細長い花茎に密着させるようにつけるが、その花が花茎の周りに螺旋状に並んで咲く「ねじれた花序」が和名の由来である。「ネジレバナ」、「ネジリバナ」、「ねじり草（そう）」とも呼ばれる事もある。学名のSpiranthes（スピランセス）は、ギリシャ語の 「speira（螺旋（らせん））+anthos（花）」に由来する。右巻きと左巻きの両方があり、中には花序がねじれない個体や

、途中でねじれ方が変わる個体もある
。右巻きと左巻きの比率は大体1対1である。
花茎から伸びる子房は緑色で、茎に沿って上に伸び、その先端につく花は真横に向かって咲く。花茎の高さは10-40 cm。花は小さく、5弁がピンク、唇弁が白。花のつく位置が茎の周りに螺旋状であるため、花茎の周りにピンクの花が螺旋階段のように並ぶことになる。この螺旋は右巻きと左巻きの両方が見られる。コハナバチのような小形のハナバチなどが花粉塊を運んで他花受粉が起こる。訪花昆虫が入り込めない隔離温室内などで開花した個体の場合、基本的にはほとんど結実がみられない。しかし長期にわたって花粉塊が運び去られないと、これが崩壊して柱頭に降りかかり、自家受粉を成立させる場合もあることが知られている。開花時期は4-9月。
葉は柔らかく厚みがあり、根出状に数枚つける。冬期は楕円形だが生育期間中は細長く伸びる。根は極めて太短く、細めのサツマイモのような形で数本しかない。ごく稀に真っ白い花をつける個体（シロネジバナ、シロバナモジズリ）が見られ、園芸愛好家に好まれる。

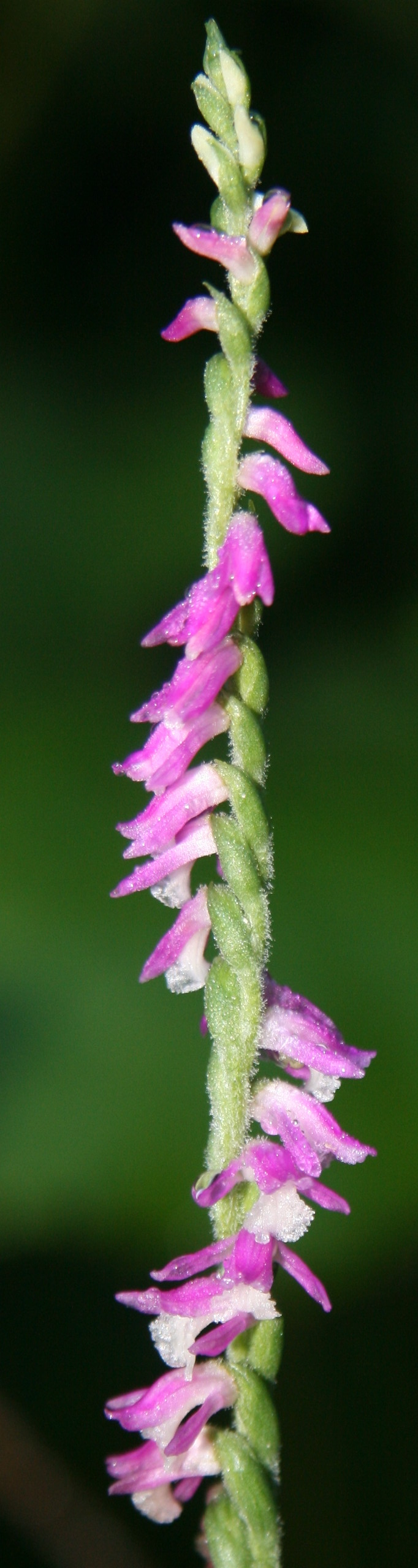
ねじれた花序のネジバナ
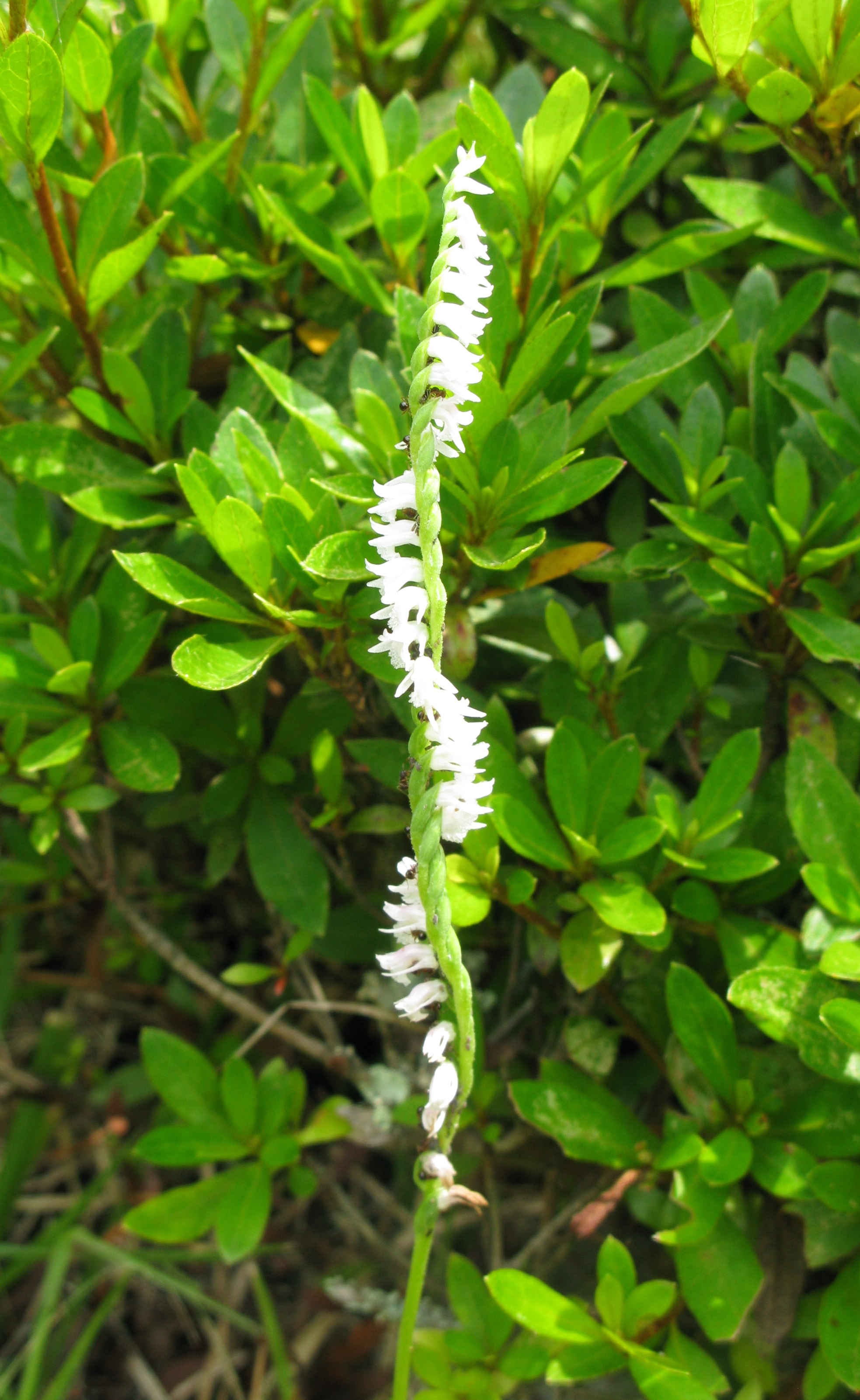
シロバナモジズリ

## 生育環境
日本全土、ヨーロッパ東部からシベリアにかけて、温帯・熱帯アジア全域、オセアニアなどに広く分布する。
ラン科ではめずらしく、芝生や土手、都市公園等の人間の生活圏に近い所で普通に見ることができる。この為、ともすれば花の綺麗な雑草として扱われ、芝刈り機で刈り取られてしまう。他方、その花の可愛らしさから、昔から愛でられ、愛好家主催の展示即売会等で、山野草として販売される事もある。昭和の終わり頃、当時の野性ランブームの中で管状の葉や斑入りなどの変異個体を収集するのが流行したが、後述のように単独栽培や株分けによるクローン増殖が困難なこともあって、ごく一部を除いて保存されていない。

## 栽培に関して
江戸時代に栽培されていて、花壇地錦抄では「もぢずり」として掲載されていた。庭園の芝生などにも普通に見られ、サツキや他種の山野草を植えた鉢などに落ちた種子から発芽し非常に強健に育つ。都市部でも普通に繁殖していることから雑草扱いされる一方で、同一個体の長期的栽培は非常に難しいことが知られている。放任状態で何年も健全に育っていても、植え替えて土中の共生菌との関係を攪乱すると、開花結実した時に養分を使いはたして枯死してしまう場合もある。細心の注意をはらって特別な管理をされている斑入り品種などは例外として、同一個体を長年にわたって栽培している事例はほとんど報告されていない。
もともと自然状態でも個体寿命は短く、新しくできた裸地に種子がとびこんで生育し短期間で世代更新を続けている。そのため消長が激しく、造成地などに短期間で大群落が形成されることもあれば、それが数年で完全消滅してしまうこともあり自生状況が安定しない。
ネジバナの根は菌根となって菌類と共生しているが、ネジバナに共生する菌根菌として知られるもののひとつは、植物遺体を分解して生活する担子菌のTulasnella deliquescensであり、これは不完全菌 Rhizoctoniaの完全世代のひとつである。

## 近縁種

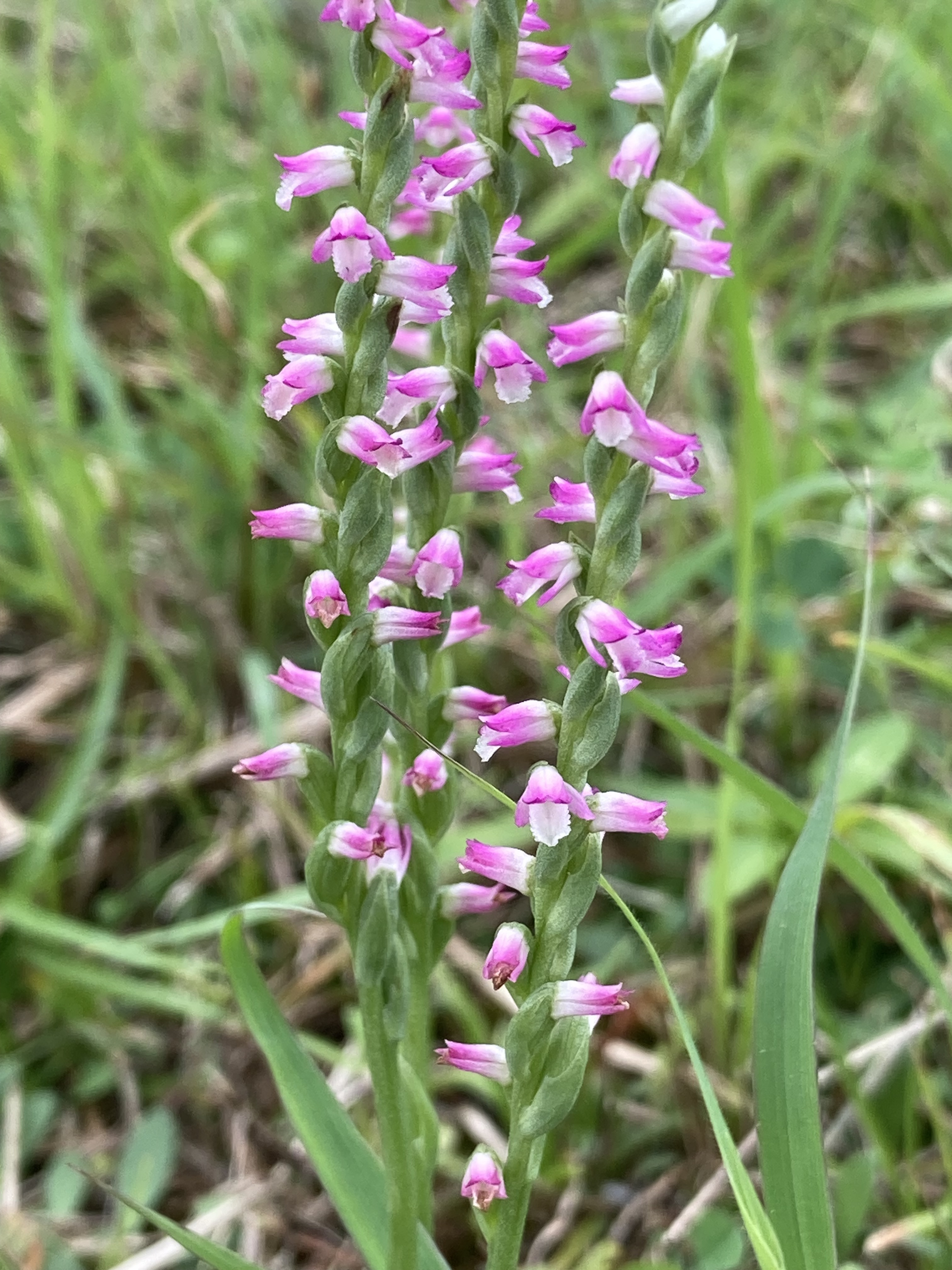
ナンゴクネジバナの花（沖縄県石垣市にて撮影）

- ナンゴクネジバナの花（沖縄県石垣市にて撮影）ナンゴクネジバナ（南国捩花、学名：Spiranthes sinensis var. sinensis）

奄美大島以南の南西諸島と中国南部・海南島・台湾に分布する。鹿児島県で、レッドリストの絶滅危惧種II類（VU）指定を受けている。花序に毛が無い点でネジバナと異なる。
- ハチジョウネジバナ（八丈捩花、学名：Spiranthes hachijoensis）

九州、四国、中部、関東に分布する。2023年に発表された新種。九州以北に自生するネジバナの仲間は長らくネジバナ1種と思われていたものの、形態の観察やDNAの分析から本種が分離された。